# Colladonus sannio
Colladonus sannio är en insektsart som beskrevs av Bliven 1955. Colladonus sannio ingår i släktet Colladonus och familjen dvärgstritar. Inga underarter finns listade i Catalogue of Life.